# Persone di nome Bernardo
| Questa pagina contiene informazioni ricavate automaticamente dalle voci biografiche con l'ausilio del template Bio e di un bot. L'aggiornamento è periodico e automatico e ricostruisce completamente la pagina. Se manca una persona in questa lista, sei pregato di non aggiungerla, ma accertati piuttosto che la sua voce biografica contenga il template Bio e che i dati anagrafici siano correttamente compilati. Se il template Bio manca, inseriscilo tu stesso o, in alternativa, metti l'avviso {{tmp\|Bio}} che ne segnala la mancanza. Se i dati riportati sono sbagliati, correggi direttamente la voce biografica; le modifiche saranno visibili in questa lista entro pochi giorni. Per chiarimenti vedi il progetto antroponimi. La lista contiene solo le 344 persone che sono citate nell'enciclopedia e per le quali è stato implementato correttamente il template Bio. Pagina aggiornata al 6 ago 2025. |

Questa è una lista di persone presenti nell'enciclopedia che hanno il nome Bernardo, suddivise per attività principale.

## Abati(2)
- Bernardo Aiglerio, abate francese (Lione - Montecassino, † 1282)
- Bernardo di Montmirat, abate e scrittore francese (Montmirat)

## Alchimisti(1)
- Bernardo da Treviso, alchimista italiano (Padova, n. 1406 - † 1490)

## Allenatori di calcio(2)
- Bernardo Corradi, allenatore di calcio e ex calciatore italiano (Siena, n. 1976)
- Bernardo Redín, allenatore di calcio e ex calciatore colombiano (Cali, n. 1963)

## Allenatori di pallacanestro(1)
- Berni Álvarez, allenatore di pallacanestro e ex cestista spagnolo (Reus, n. 1971)

## Anarchici(1)
- Bernardo Melacci, anarchico e antifascista italiano (Foiano della Chiana, n. 1893 - Nocera Inferiore, † 1943)

## Antropologi(1)
- Bernardo Bernardi, antropologo, saggista e africanista italiano (Medicina, n. 1916 - Roma, † 2007)

## Archeologi(1)
- Bernardo Quaranta, archeologo e epigrafista italiano (Napoli, n. 1796 - Napoli, † 1867)

## Architetti(15)
- Bernardo da Venezia, architetto e scultore italiano
- Bernardo da Poschiavo, architetto svizzero
- Bernardo Buontalenti, architetto, scultore e pittore italiano (Firenze, n. 1531 - Firenze, † 1608)
- Bernardo Fallani, architetto e ingegnere italiano (n. 1739 - † 1806)
- Bernardo Fedrighini, architetto italiano (Predore, n. 1646 - Brescia, † 1733)
- Bernardo Gentile Cusa, architetto e ingegnere italiano (Siracusa, n. 1851 - Catania, † 1908)
- Bernardo Giner de los Ríos, architetto, scrittore e politico spagnolo (Malaga, n. 1888 - Messico, † 1970)
- Bernardo Morando, architetto e ingegnere militare italiano (Zamość, † 1600)
- Bernardo Maria Quarantino, architetto e ingegnere italiano (Milano - Milano)
- Bernardo Ramelli, architetto svizzero (Grancia, n. 1873 - Lugano, † 1930)
- Bernardo Rossellino, architetto e scultore italiano (Settignano, n. 1409 - Firenze, † 1464)
- Bernardo Rossi Doria, architetto italiano (Roma, n. 1934)
- Bernardo Sansone Sgrilli, architetto, ingegnere e incisore italiano
- Bernardo Spazzi, architetto italiano (Lanzo d'Intelvi - Genova, † 1564)
- Bernardo Antonio Vittone, architetto italiano (Torino, n. 1704 - Torino, † 1770)

## Arcivescovi(1)
- Bernardo di Vienne, arcivescovo franco (Izernore, n. 778 - Romans-sur-Isère, † 841)

## Arcivescovi cattolici(4)
- Bernardo José Bueno Miele, arcivescovo cattolico brasiliano (São Bernardo do Campo, n. 1923 - Guarulhos, † 1981)
- Bernardo di Cariñena, arcivescovo cattolico spagnolo (Casbas de Huesca, n. 1655 - Cagliari, † 1722)
- Bernardo Maria Cenicola, arcivescovo cattolico italiano (Guardia Sanframondi, n. 1748 - Reggio Calabria, † 1814)
- Bernardo Zane, arcivescovo cattolico e poeta italiano († 1524)

## Astronomi(1)
- Bernardo Facini, astronomo e matematico italiano (Venezia, n. 1665 - Piacenza, † 1731)

## Attori(1)
- Dino Abbrescia, attore italiano (Bari, n. 1966)

## Avventurieri(1)
- Bernardo Guasconi, avventuriero e diplomatico italiano (Firenze, n. 1614 - Londra, † 1687)

## Avvocati(1)
- Bernardo Nespral, avvocato e giornalista argentino (Buenos Aires, n. 1948)

## Banchieri(2)
- Bernardo Guadagni, banchiere e politico italiano (Firenze, n. 1367 - Pisa, † 1434)
- Bernardo Tanlongo, banchiere italiano (Roma, n. 1820 - Roma, † 1896)

## Calciatori(36)
- Bernardo Añor, ex calciatore venezuelano (Caracas, n. 1959)
- Bernardo Añor, ex calciatore venezuelano (Caracas, n. 1988)
- Romeo Benítez, calciatore paraguaiano (Sargento José Félix López, n. 2002)
- Bernardo Vieira de Souza, calciatore brasiliano (Sorocaba, n. 1990)
- Bernardo Campos, ex calciatore cileno (Santiago del Cile, n. 1991)
- Bernardo Cerezo, calciatore cileno (Taltal, n. 1995)
- Bernardo Cos, ex calciatore argentino (Córdoba, n. 1949)
- Bernardo Cruz, calciatore spagnolo (Cordova, n. 1993)
- Bernardo Cuesta, calciatore argentino (Álvarez, n. 1988)
- Bernardo Dias, calciatore portoghese (Lisbona, n. 1997)
- Bernardo Espinosa, calciatore colombiano (Cali, n. 1989)
- Bernardo Fernandes da Silva, ex calciatore brasiliano (San Paolo del Brasile, n. 1965)
- Bernardo Folha, calciatore portoghese (Porto, n. 2002)
- Bernardo Frizoni, calciatore brasiliano (Volta Redonda, n. 1990)
- Bernardo Guastavino, ex calciatore argentino (n. 1929)
- Bernardo Hernández Villaseñor, ex calciatore messicano (Città del Messico, n. 1942)
- Bernardo Lemes, calciatore brasiliano (Curitiba, n. 2002)
- Bernardo Long, calciatore uruguaiano (Colonia Valdense, n. 1989)
- Bernardo Lopes, calciatore portoghese (Cascais, n. 1993)
- Bernardo Martins, calciatore portoghese (Porto, n. 1997)
- Bernardo Matić, calciatore croato (Signo, n. 1994)
- Bernardo Perin, calciatore italiano (Arcugnano, n. 1897 - Bologna, † 1964)
- Bernardo Poli, calciatore italiano (San Giovanni Lupatoto, n. 1915 - Milano, † 1944)
- Bernardo Rogora, ex calciatore italiano (Solbiate Olona, n. 1938)
- Bernardo Romeo, ex calciatore argentino (Tandil, n. 1977)
- Bernardo Schappo, calciatore brasiliano (Biguaçu, n. 1999)
- Bernardo Silva Conceição, calciatore portoghese (Porto, n. 2003)
- Bernardo Silva, calciatore portoghese (Lisbona, n. 1994)
- Manuel Sol, ex calciatore messicano (Città del Messico, n. 1973)
- Bernardo Martins Sousa, calciatore portoghese (Treixedo, n. 2000)
- Bernardo Tengarrinha, calciatore portoghese (Sátão, n. 1989 - † 2021)
- Bernardo Vargas, ex calciatore argentino (Mendoza, n. 1939)
- Bernardo Vasconcelos, ex calciatore portoghese (Lisbona, n. 1979)
- Nino Vidotto, calciatore italiano
- Bernardo Vital, calciatore portoghese (Lisbona, n. 2000)
- Bernardo Fernandes da Silva Junior, calciatore brasiliano (San Paolo, n. 1995)

## Cantautori(1)
- Bernardo Lanzetti, cantautore italiano (Casalmaggiore, n. 1948)

## Cantori(1)
- Bernardo Pisano, cantore e compositore italiano (Firenze, n. 1490 - Roma, † 1548)

## Cardinali(10)
- Bernardo degli Uberti, cardinale e vescovo cattolico italiano (Firenze, n. 1060 - Parma, † 1133)
- Bernardo di Languissel, cardinale e arcivescovo cattolico francese (Nîmes - Orvieto, † 1291)
- Bernardo di San Pietro in Vincoli, cardinale e diplomatico italiano (Roma, † 1204)
- Bernardo d'Albi, cardinale, vescovo cattolico e poeta francese (Saverdun - Avignone, † 1350)
- Bernardo Clesio, cardinale austriaco (Cles, n. 1485 - Bressanone, † 1539)
- Bernardo Maria Conti, cardinale e vescovo cattolico italiano (Roma, n. 1664 - Roma, † 1730)
- Bernardo Dovizi da Bibbiena, cardinale, diplomatico e drammaturgo italiano (Bibbiena, n. 1470 - Roma, † 1520)
- Bernardo Navagero, cardinale, ambasciatore e vescovo cattolico italiano (Venezia, n. 1507 - Verona, † 1565)
- Bernardo Salviati, cardinale e condottiero italiano (Firenze, n. 1508 - Roma, † 1568)
- Bernardo de Sandoval y Rojas, cardinale e arcivescovo cattolico spagnolo (Aranda de Duero, n. 1546 - Madrid, † 1618)

## Cestisti(3)
- Berni Hernández, ex cestista spagnolo (Las Palmas de Gran Canaria, n. 1975)
- Bernardo Musso, cestista argentino (Pergamino, n. 1986)
- Berni Rodríguez, ex cestista e dirigente sportivo spagnolo (Malaga, n. 1980)

## Chimici(1)
- Bernardo Oddo, chimico italiano (Caltavuturo, n. 1882 - Milano, † 1941)

## Ciclisti su strada(4)
- Bernardo Alfonsel, ex ciclista su strada spagnolo (Getafe, n. 1954)
- Bernardo Capó, ciclista su strada spagnolo (Muro, n. 1919 - Muro, † 2000)
- Bernardo Rogora, ciclista su strada e ciclocrossista italiano (Solbiate Olona, n. 1911 - Solbiate Olona, † 1970)
- Bernardo Ruiz, ex ciclista su strada e dirigente sportivo spagnolo (Orihuela, n. 1925)

## Circensi(1)
- Bernardo Gigli, circense italiano (Bezzecca, n. 1726 - Bezzecca, † 1791)

## Compositori(8)
- Bernardo Maria Aliprandi, compositore e violoncellista italiano (Monaco di Baviera, n. 1747 - Monaco di Baviera, † 1801)
- Bernardo Aliprandi, compositore e violoncellista italiano (Milano, n. 1710 - Francoforte sul Meno, † 1792)
- Bernardo Bonezzi, compositore spagnolo (Madrid, n. 1964 - Madrid, † 2012)
- Bernardo Ottani, compositore italiano (Bologna, n. 1736 - Torino, † 1827)
- Bernardo Pasquini, compositore, clavicembalista e organista italiano (Massa e Cozzile, n. 1637 - Roma, † 1710)
- Bernardo Porta, compositore italiano (Roma, n. 1767 - Parigi, † 1829)
- Bernardo Sabadini, compositore e organista italiano (Venezia - Parma, † 1718)
- Bernardo Storace, compositore italiano

## Diplomatici(2)
- Bernardo Attolico, diplomatico e nobile italiano (Canneto di Bari, n. 1880 - Roma, † 1942)
- Bernardo Caprara, diplomatico italiano (Livorno, n. 1723 - Larnaca, † 1778)

## Dirigenti d'azienda(1)
- Bernardo Grosser, dirigente d'azienda polacco (Kamionka Wielka, n. 1906 - † 2003)

## Dogi(1)
- Bernardo Cybo Clavarezza, doge (Genova, n. 1560 - Genova, † 1627)

## Economisti(1)
- Bernardo Davanzati, economista e agronomo italiano (Firenze, n. 1529 - Firenze, † 1606)

## Filosofi(1)
- Bernardo di Chartres, filosofo francese

## Fisici(1)
- Bernardo Dessau, fisico tedesco (Offenbach am Main, n. 1863 - Perugia, † 1949)

## Francescani(1)
- Bernardo da Corleone, francescano italiano (Corleone, n. 1605 - Palermo, † 1667)

## Generali(5)
- Bernardo, generale franco († 787)
- Bernardo de Gálvez y Madrid, generale e politico spagnolo (Macharaviaya, n. 1746 - Tacubaya, † 1786)
- Bernardo O'Higgins, generale e politico cileno (Chillán, n. 1778 - Lima, † 1842)
- Bernardo Reyes, generale e politico messicano (Guadalajara, n. 1850 - Città del Messico, † 1913)
- Bernardo de' Rossi, generale e politico italiano (Collecchio, † 1248)

## Geografi(2)
- Bernardo Silvano, geografo e umanista italiano (Eboli)
- Bernardo Varenio, geografo tedesco (Hitzacker, n. 1622 - Leida, † 1650)

## Gesuiti(2)
- Bernardo Cesi, gesuita e naturalista italiano (Modena, n. 1582 - Bologna, † 1630)
- Bernardo Zamagna, gesuita, poeta e teologo dalmata (Ragusa, n. 1735 - Ragusa, † 1820)

## Giornalisti(1)
- Bernardo Valli, giornalista e scrittore italiano (Parma, n. 1930)

## Giuristi(3)
- Bernardo Balbi, giurista e vescovo cattolico italiano (Pavia - Pavia, † 1213)
- Bernardo di Botone, giurista italiano (Parma - Bologna, † 1266)
- Bernardo Tanucci, giurista e politico italiano (Stia, n. 1698 - San Giorgio a Cremano, † 1783)

## Imprenditori(2)
- Bernardo Caprotti, imprenditore italiano (Albiate, n. 1925 - Milano, † 2016)
- Giovanni Mazzucato, imprenditore e dirigente sportivo italiano (Padova, n. 1889 - Padova, † 1968)

## Inventori(1)
- Bernard Castro, inventore italiano (Palermo, n. 1904 - Ocala, † 1991)

## Letterati(2)
- Bernardo Canigiani, letterato e ambasciatore italiano (Firenze, n. 1524 - Firenze, † 1604)
- Bernardo Zanchini, letterato italiano († 1584)

## Mafiosi(2)
- Bernardo Brusca, mafioso italiano (San Giuseppe Jato, n. 1929 - Napoli, † 2000)
- Bernardo Provenzano, mafioso italiano (Corleone, n. 1933 - Milano, † 2016)

## Magistrati(2)
- Bernardo de Iturriaza, giudice spagnolo (Ezcaray, n. 1608 - Lima, † 1678)
- Bernardo de La Charrière, magistrato e politico italiano (Annecy, n. 1789 - Torino, † 1850)

## Marciatori(1)
- Bernardo Segura, ex marciatore messicano (San Mateo Atenco, n. 1970)

## Medici(1)
- Bernardo Alberto Houssay, medico e fisiologo argentino (Buenos Aires, n. 1887 - Buenos Aires, † 1971)

## Mercanti(1)
- Bernardo Bandini Baroncelli, mercante italiano (Firenze, n. 1420 - Firenze, † 1479)

## Meteorologi(1)
- Bernardo Paoloni, meteorologo e religioso italiano (Cascia, n. 1881 - Perugia, † 1944)

## Militari(5)
- Bernardo Gustavo di Baden-Durlach, militare, abate e cardinale tedesco (Castello di Karlsburg, n. 1631 - Hammelburg, † 1677)
- Bernardo Iñiguez del Bayo y de Pradilla, militare spagnolo (Tudela, n. 1641 - † 1693)
- Bernardo Caboga, militare dalmata (Ragusa di Dalmazia, n. 1785 - Vienna, † 1855)
- Bernardo Ugo, militare italiano (Asti, n. 1804 - Fenestrelle, † 1863)
- Bernardo de Velasco, militare spagnolo (Villadiego, n. 1765 - Asunción, † 1822)

## Monaci cristiani(3)
- Bernardo di Tiron, monaco cristiano francese (Abbeville, n. 1046 - Thiron-Gardais, † 1117)
- Bernardo il Monaco, monaco cristiano franco
- Bernardo di Cluny, monaco cristiano francese (Francia - Francia)

## Musicisti(2)
- Bernardo Gianoncelli, musicista e compositore italiano
- Bernardo de Pace, musicista e attore italiano (San Ferdinando di Puglia, n. 1886 - Brooklyn, † 1966)

## Navigatori(1)
- Bernardo de la Torre, navigatore e esploratore spagnolo († 1545)

## Notai(1)
- Bernardo Alighieri, notaio italiano (Verona - Verona, † 1406)

## Orafi(1)
- Bernardo Cennini, orafo e tipografo italiano (Firenze, n. 1415 - Firenze, † 1498)

## Pallavolisti(1)
- Bernardo de Rezende, ex pallavolista e allenatore di pallavolo brasiliano (Rio de Janeiro, n. 1959)

## Partigiani(1)
- Bernardo Castagneri, partigiano italiano (Vauda Canavese, n. 1909 - Torino, † 1945)

## Patriarchi cattolici(1)
- Bernardo di Valenza, patriarca cattolico francese (Valence, n. 1075 - Antiochia di Siria, † 1135)

## Patrioti(1)
- Bernardo Canal, patriota italiano (Venezia, n. 1824 - Belfiore, † 1852)

## Piloti di rally(1)
- Bernardo Sousa, pilota di rally portoghese (Funchal, n. 1987)

## Pittori(18)
- Bernardo Bellotto, pittore e incisore italiano (Venezia, n. 1721 - Varsavia, † 1780)
- Bernardo Castello, pittore italiano (Genova, n. 1557 - Genova, † 1629)
- Bernardo Cavallino, pittore italiano (Napoli, n. 1616 - Napoli, † 1656)
- Bernardo Celentano, pittore italiano (Napoli, n. 1835 - Roma, † 1863)
- Bernardino Cervi, pittore e incisore italiano (Modena, † 1630)
- Bernardo Daddi, pittore italiano (Borgo San Lorenzo - Firenze, † 1348)
- Bernardo De Dominici, pittore, storico dell'arte e biografo italiano (Napoli, n. 1683 - Napoli, † 1759)
- Bernardo Hay, pittore inglese (Firenze, n. 1864 - Capri, † 1931)
- Bernat Martorell, pittore spagnolo (Sant Celoni, n. 1390 - Barcellona, † 1452)
- Bernardo Muttoni, pittore italiano (Verona)
- Bernardo Parentino, pittore italiano (Parenzo - Vicenza, † 1531)
- Bernardo Pasotti, pittore italiano (Milano, n. 1911 - Milano, † 2003)
- Bernardo Pizzuto, pittore italiano (Aversa)
- Bernardo Polo, pittore spagnolo
- Bernardo di Stefano Rosselli, pittore italiano (Firenze, n. 1450 - † 1526)
- Bernardo Strozzi, pittore e religioso italiano (Rossiglione, n. 1581 - Venezia, † 1644)
- Bernardo Tesauro, pittore italiano (Napoli, n. 1440 - Napoli, † 1500)
- Bernardo Zenale, pittore e architetto italiano (Treviglio - Milano, † 1526)

## Poeti(12)
- Bernardo Accolti, poeta, drammaturgo e politico italiano (Arezzo, n. 1458 - Roma, † 1535)
- Bernardo de Balbuena, poeta spagnolo (Valdepeñas, n. 1561 - San Juan, † 1627)
- Bernardo Bellincioni, poeta italiano (Firenze, n. 1452 - Milano, † 1492)
- Bernardo Bellini, poeta, drammaturgo e tipografo italiano (Griante, n. 1792 - Torino, † 1876)
- Bernardo Canaccio, poeta italiano (Bologna, n. 1297)
- Bernardo Castelletto, poeta e naturalista italiano (Genova - † 1625)
- Bernardo Giambullari, poeta italiano (Firenze, n. 1450 - Firenze, † 1525)
- Bernardo Lapini, poeta, docente e medico italiano
- Bernardo Morando, poeta e romanziere italiano (Sestri Ponente, n. 1589 - Piacenza, † 1656)
- Bernardo Ortiz de Montellano, poeta, drammaturgo e saggista messicano (Città del Messico, n. 1899 - Città del Messico, † 1949)
- Bernardo Pulci, poeta italiano (Firenze, n. 1438 - Firenze, † 1488)
- Bernardo Tasso, poeta italiano (Venezia, n. 1493 - Ostiglia, † 1569)

## Politici(19)
- Bernardo Barbiellini Amidei, politico italiano (Roma, n. 1896 - Kalibaki, † 1940)
- Bernardo Prudencio Berro, politico e scrittore uruguaiano (Montevideo, n. 1803 - Montevideo, † 1868)
- Bernardo Carnesecchi, politico, mercante e mecenate italiano (Firenze, n. 1398 - Firenze, † 1452)
- Bernardo D'Arezzo, politico italiano (Pagani, n. 1922 - Roma, † 1985)
- Bernardo Del Nero, politico italiano (Firenze, n. 1422 - † 1497)
- Bernardo Falqui Pes, politico italiano (Ozieri, n. 1788 - Cagliari, † 1864)
- Bernardo Gusatti Bonsembiante, politico e presbitero italiano (Belluno, n. 1896)
- Bernardo Leighton, politico cileno (Nacimiento, n. 1909 - Santiago del Cile, † 1995)
- Nardo Marino, politico italiano (Olbia, n. 1964)
- Bernardo Mattarella, politico italiano (Castellammare del Golfo, n. 1905 - Roma, † 1971)
- Bernardetto di Antonio de' Medici, politico e ambasciatore italiano (n. 1393 - Firenze)
- Bernardo de Monteagudo, politico, militare e rivoluzionario argentino (Tucumán, n. 1789 - Lima, † 1825)
- Bernie Moreno, politico e imprenditore statunitense (Bogotà, n. 1967)
- Bernardo Pocherra, politico e avvocato italiano (Carrara, n. 1885 - Carrara, † 1968)
- Bernardo Sanlorenzo, politico italiano (Torino, n. 1930 - † 2020)
- Dino Tibaldi, politico italiano (Pocapaglia, n. 1947)
- Bernardo Tolomei, politico italiano (Milano, n. 1823 - Siena, † 1910)
- Bernardo Ventimiglia, politico italiano (n. 1463 - † 1497)
- Bernardo de Irigoyen, politico, avvocato e diplomatico argentino (Buenos Aires, n. 1822 - Buenos Aires, † 1906)

## Predicatori(1)
- Bernardo Rategno, predicatore italiano

## Presbiteri(5)
- Bernardo Maria di Gesù, presbitero italiano (Roma, n. 1831 - Moricone, † 1911)
- Bernardo di Utrecht, presbitero e scrittore olandese (Utrecht)
- Bernardo Buil, presbitero spagnolo
- Bernardo Sartori, presbitero e missionario italiano (Falzè di Trevignano, n. 1897 - Ombaci, † 1983)
- Bernardo Francisco de Hoyos de Seña, presbitero e mistico spagnolo (Torrelobatón, n. 1711 - Valladolid, † 1735)

## Principi(4)
- Bernardo I di Werle, principe (n. 1245 - † 1286)
- Bernardo II di Werle, principe († 1382)
- Bernardo di Lippe-Biesterfeld, principe tedesco (Oberkassel, n. 1872 - Monaco di Baviera, † 1934)
- Bernardo di Sassonia-Weimar, principe tedesco (Weimar, n. 1604 - Neuenburg am Rhein, † 1639)

## Pugili(3)
- Bernardo Onori, ex pugile italiano (Nettuno, n. 1946)
- Benny Paret, pugile cubano (Santa Clara, n. 1937 - New York, † 1962)
- Bernardo Piñango, ex pugile venezuelano (Caracas, n. 1960)

## Registi(2)
- Bernardo Bertolucci, regista, sceneggiatore e produttore cinematografico italiano (Parma, n. 1941 - Roma, † 2018)
- Bernardo Malacrida, regista italiano (Monte Olimpino, n. 1925 - Erba, † 2003)

## Religiosi(7)
- Bernardo di Quintavalle, religioso italiano (Assisi, † 1241)
- Bernardo di Mentone, religioso italiano (Menthon-Saint-Bernard, n. 1020 - Novara, † 1081)
- Bernardo pellegrino, religioso e santo inglese (Silions - Arpino)
- Bernardo da Offida, religioso italiano (Appignano del Tronto, n. 1604 - Offida, † 1694)
- Bernardo Scammacca, religioso italiano (Catania, n. 1430 - Catania, † 1487)
- Bernardo Tolomei, religioso italiano (Siena, n. 1272 - Siena, † 1348)
- Bernardo Maria Valera, religioso e poeta italiano (Giuliano Teatino, n. 1711 - Chieti, † 1783)

## Schermidori(1)
- Bernardo de la Guardia, schermidore costaricano (San José, n. 1900 - Red Bank, † 1970)

## Scrittori(5)
- Bernardo Cappello, scrittore e umanista italiano (Venezia, n. 1498 - Roma, † 1565)
- Bernardo Carvalho, scrittore e giornalista brasiliano (Rio de Janeiro, n. 1960)
- Bernardo Guimarães, romanziere brasiliano (Ouro Preto, n. 1825 - Ouro Preto, † 1884)
- Bernardo Rucellai, scrittore e umanista italiano (Firenze, n. 1448 - Firenze, † 1514)
- Bernardo Silvestre, scrittore e filosofo francese (Tours)

## Scultori(7)
- Bernardo Bernardi, scultore italiano (Bologna)
- Bernardo Ciuffagni, scultore italiano (Firenze, n. 1381 - † 1458)
- Bernardo Falconi, scultore svizzero (Bissone - Bissone)
- Bernardo de Legarda, scultore ecuadoriano (Quito, n. 1700 - Quito, † 1773)
- Bernardo Mantero, scultore italiano (Genova, n. 1713 - † 1798)
- Bernardo Schiaffino, scultore e pittore italiano (n. 1678 - † 1725)
- Bernardo Tacca, scultore italiano (Carrara, n. 1794 - Carrara, † 1832)

## Sovrani(4)
- Bernardo d'Italia, sovrano (n. 797 - † 818)
- Bernardo I del Congo, re († 1567)
- Bernardo II del Congo, re (Mbanza Congo, n. 1570 - Mbanza Congo, † 1615)
- Bernardo VII di Lippe, sovrano tedesco (n. 1428 - Lemgo, † 1511)

## Statistici(1)
- Bernardo Colombo, statistico italiano (Olginate, n. 1919 - Padova, † 2012)

## Storici(4)
- Bernardo Benussi, storico italiano (Rovigno, n. 1846 - Trieste, † 1929)
- Bernardo Pallastrelli, storico, archeologo e numismatico italiano (Piacenza, n. 1807 - Piacenza, † 1877)
- Bernardo Segni, storico italiano (Firenze, n. 1504 - † 1558)
- Bernardo de Brito, storico portoghese (Almeida, n. 1569 - † 1617)

## Tennisti(1)
- Bernardo Mota, ex tennista e allenatore di tennis portoghese (Lisbona, n. 1971)

## Tenori(1)
- Bernardo De Muro, tenore italiano (Tempio Pausania, n. 1881 - Roma, † 1955)

## Teologi(3)
- Bernardo di Lussemburgo, teologo tedesco (Strassen - Colonia, † 1535)
- Bernardo Maria De Rubeis, teologo e storico italiano (Cividale del Friuli, n. 1687 - Venezia, † 1775)
- Bernardo della Torre, teologo, patriota e vescovo cattolico italiano (Napoli, n. 1746 - Portici, † 1820)

## Traduttori(1)
- Bernardo Draghi, traduttore italiano (Borgo San Lorenzo, n. 1952)

## Umanisti(1)
- Bernardo Bembo, umanista italiano (n. 1433 - † 1519)

## Urbanisti(1)
- Bernardo Secchi, urbanista e economista italiano (Milano, n. 1934 - Milano, † 2014)

## Vescovi(2)
- Bernardo, vescovo italiano (Savona, † 999)
- Bernardo, vescovo italiano

## Vescovi cattolici(21)
- Bernardo, vescovo cattolico italiano
- Bernardo di Carinola, vescovo cattolico italiano († 1109)
- Bernardo II, vescovo cattolico italiano (Parma, † 1194)
- Bernardo, vescovo cattolico bizantino (Gaeta)
- Bernardo di Roma, vescovo cattolico italiano (Roma - Sutri, † 1406)
- Bernardo Bertoglio, vescovo cattolico italiano (Masserano, n. 1875 - Bobbio, † 1953)
- Bernardo Maria Carenzoni, vescovo cattolico italiano (Brescia, n. 1748 - Parigi, † 1811)
- Bernardo Cozzucli, vescovo cattolico italiano (Palermo, n. 1836 - † 1902)
- Bernardo Gui, vescovo cattolico e scrittore francese (Royères, n. 1261 - Lauroux, † 1331)
- Bernardo Landriano, vescovo cattolico italiano (Milano - † 1451)
- Bernardo Antonio de' Medici, vescovo cattolico e ambasciatore italiano (n. 1476 - † 1552)
- Bernardo Panicola, vescovo cattolico italiano (Montecelio, n. 1580 - Roma, † 1666)
- Bernardo Pizzorno, vescovo cattolico italiano (Varazze, n. 1861 - La Spezia, † 1926)
- Bernardo Platon, vescovo cattolico francese (Agde - Padova, † 1295)
- Bernardo Rossi, vescovo cattolico italiano (San Secondo Parmense, n. 1432 - Roma, † 1468)
- Bernardo de' Rossi, vescovo cattolico italiano (Parma, n. 1468 - Parma, † 1527)
- Bernardo Ruggieri, vescovo cattolico italiano
- Bernardo Sancio, vescovo cattolico italiano (Rieti - † 1552)
- Bernardo Antonino Squarcina, vescovo cattolico italiano (Vicenza, n. 1780 - Rovigo, † 1851)
- Bernardo Tricardo, vescovo cattolico italiano (Francia - Brescia, † 1358)
- Bernardo Álvarez Afonso, vescovo cattolico spagnolo (Breña Alta, n. 1949)

## Violinisti(1)
- Bernardo Valentim Moreira de Sá, violinista, musicologo e direttore d'orchestra portoghese (Guimarães, n. 1853 - Porto, † 1924)

## Virologi(1)
- Bernardo Loddo, virologo italiano (Cagliari, n. 1926 - Sassari, † 1979)

## Senza attività specificata(10)
- Bernardo I di Baden (n. 1364 - Baden, † 1431)
- Bernardo I de La Marche, conte
- Bernardo I di Cerdanya, conte (Provenza, † 1020)
- Bernardo II di Besalú, conte
- Bernardo III di Besalú, conte († 1111)
- Bernardo II di Laon, conte franco
- Bernardo II d'Autun, conte († 872)
- Bernardo di Cerdanya, conte († 1118)
- Bernardo di Périgord, conte († 950)
- Bernardo I di Berga, conte